# Giro del Piemonte 1955
Il Giro del Piemonte 1955, quarantaseiesima edizione della corsa, si svolse il 26 giugno 1955 su un percorso di 268,9 km. La vittoria fu appannaggio dell'italiano Giuseppe Minardi, che completò il percorso in 7h29'00", precedendo i connazionali Angelo Conterno ed Adolfo Grosso.
Sul traguardo di Torino 49 ciclisti, su 100 partiti dalla medesima località, portarono a termine la competizione. 

## Ordine d'arrivo (Top 10)
| Pos. | Corridore           | Squadra       | Tempo    |
| ---- | ------------------- | ------------- | -------- |
| 1    | Giuseppe Minardi    | Legnano       | 7h29'00" |
| 2    | Angelo Conterno     | Torpado       | s.t.     |
| 3    | Adolfo Grosso       | Atala-Pirelli | s.t.     |
| 4    | Ugo Massocco        | Tebag         | a 55"    |
| 5    | Flaminio Giusti     | Arbos         | a 1'10"  |
| 6    | Arrigo Padovan      | Atala-Pirelli | a 2'28"  |
| 7    | Lido Sartini        | Arbos         | a 4'25"  |
| 8    | Giorgio Albani      | Legnano       | a 6'53"  |
| 9    | Marcello Pellegrini | Welter        | s.t.     |
| 10   | Giovanni Pettinati  | Torpado       | s.t.     |